# 臺灣省籍情結
所謂的省籍情結，是指在1945年，國民政府接管台灣之後，在台灣出現的族群間爭議。中華民國政府在身份證記錄上，會記錄每個人所屬的籍貫。被登記為臺灣省的人，稱本省人。而外省人指在1945年前其籍貫登記為中国大陆（过去曾受中华民国管辖）各省、非台灣省的人，通常這個族群是在第二次世界大戰結束後隨中華民國政府來到台灣的中國大陆人及其後代。
由於生活習慣、歷史記憶、社會資源分配的不同，常導致兩種族群發生排斥，並深刻影響至今。

## 歷史

### 蔣中正時期
1945年，二次大戰日本投降，國民政府接管台灣，台灣民眾對此起初多數抱持正面態度。
1946年4月2日，臺灣省行政長官陳儀設立臺灣省國語推行委員會（簡稱國語會）推行國語運動，主要目標為一年內以中華民國國語取代日語，許多專業人員與知識份子一時無所適從。
1947年，由於接管台灣的國軍與公職人員貪腐敗壞，又加上國民政府徵收臺灣民生物資以投入國共內戰，臺灣經濟損傷慘重。出現惡性通膨，民眾失業，民生凋敝，日益積累民怨，終因緝菸血案而爆發二二八事件。事件經過國民政府的鎮壓後，知識份子與各界人才被害無數，民眾敢怒不敢言。
1949年，中華民國政府因國共內戰失利，撤退台灣。頒布台灣省戒嚴令，白色恐怖時期開始。臺灣省政府根據日治時期的戶籍資料，展開戶籍調查，每個人都領到身份證，戶籍與身份證上皆註明省籍。
1950年，台灣省主席吳國楨開放地方自治，縣以下民意代表與行政首長及省議會議員由民選產生，但是中央政府及中央民意機構不開放民選，多數為外省籍。延續高普考分省區定額錄取制度，該制度在當時情況對外省籍考生特別優惠，只開放少數名額給佔人口多數的台灣省籍考生。當年度全國性公務人員高考，台灣省籍錄取7人，外省籍錄取179人，占全部錄取名額96%。1956年，即使加上限定臺灣省籍的台灣省公務人員考試，本省籍錄取人數占人口比例仍只有0.061%。這個情形約持續到1962年之後才逐漸改變。唯1961年前全國高普考合格者只待用不任用，而臺灣省高普考合格者實習後則立即分發。
1951年，因推行國語運動，限制方言在傳播媒體上出現的頻率，打壓台語、客語等漢語方言。全國高普考臺籍考生開始以定額兩倍錄取。
1959年，台語電影開始衰弱。
1962年，修正《考試法》，1963年起每年全國高普考臺籍錄取人員比例已提高至70%，高普考「分區定額」對外省考生的「實質優惠效果」幾乎已不存在。
1966年，加強推行國語運動，限制各方言在學校中使用。
1969年，國民大會與立法院增額補選，台灣籍中央民意代數的人數開始略為增加，但仍是萬年國會代表為多數。
1970年，保釣運動爆發。台灣獨立建國聯盟建立，彭明敏逃亡至瑞典，發表〈台灣人民自救宣言〉。在台東發生泰源事件。在紐約發生黃文雄、鄭自財意圖槍擊行政院副院長蔣經國事件。
1971年，因聯合國大會2758號決議，中華民國被驅逐出聯合國，中華人民共和國取代其在聯合國的席位，並以一個中國政策，孤立中華民國。張俊宏和陳鼓應在《大學》雜誌中鼓吹保釣運動，遭到中國國民黨壓制。中華民國政府擔心中國民族主義會使台灣人認同中華人民共和國，刻意壓制，台灣人的「中國人認同」開始鬆動。

### 蔣經國時期
1972年，蔣經國就任行政院院長，開始拔擢台籍精英成為閣員，被民間稱為「吹台青」政策。16位內閣部會首長中，有6位本省人，政務委員中，有3位本省人，其餘皆是外省人。錢復擔任新聞局長，限制各電視台每天的「方言電視節目」不得超過一小時，打壓台語（亦稱為閩南语）、客語等漢語族方言。
1973年，林懷民創辦雲門舞集，希望「中國人作曲，中國人編舞，中國人跳給中國人看」，強調鄉土認同。新聞局長錢復要求電視台的布袋戲節目，改用國語發音。
1974年6月，在台視播放的台語布袋戲《雲州大儒俠》，國民黨認為違反國語運動，新聞局長錢復配合這項政策，布袋戲節目因而停播。同年，發生台大哲學系事件，由馮滬祥發起，對臺灣大學內自由派學者進行整肅，多位與國民黨相左的教授被罷黜。
1976年，王幸男以郵包炸彈，炸傷謝東閔。
1977年，發生台灣鄉土文學論戰。余光中等人認為：台灣的鄉土文學與中國共產黨強調階級鬥爭的工農兵文學，「竟似有暗合之處」，暗示台灣本土作家是中共的同路人。同年，爆發中壢事件。
1978年，蔣經國就任總統，並選任謝東閔為副總統，成為首位台灣籍的中華民國副總統。
1979年，美國與中華人民共和國建交，中華民國在國際上陷入孤立。同年，發生橋頭事件與美麗島事件。
1980年，發生林宅血案，美麗島事件被起訴者林義雄的母親及兩個女兒被歹徒殺害，九歲長女林奐均刺成重傷，歹徒手法專業，類似軍警，但無法破案。
1981年，楊麗花主演的《陳三五娘》上映，票房不佳，成為台灣戰後最後一部台語電影。同年，發生陳文成事件。黨外運動支持者，美國籍教授陳文成返台探親，被警備總部人員帶走，隨即陳屍臺灣大學校園，國民黨指陳文成一定是畏罪自殺，但外國專家檢視後，認為是他殺。
1983年，出現台灣意識論戰。
1986年，民主進步黨成立，以台灣本土為號召。
1987年，蔣經國總統宣布解嚴。

### 李登輝時期
1988年，蔣經國過世，李登輝繼任總統，成為首位台灣出生的中華民國總統。二月政爭後，李登輝成為國民黨主席，國民黨內的本土派勢力逐漸抬頭。林光華在台北舉行還我客家話運動，是台灣戰後第一場以客家語為訴求的示威遊行。
1989年，鄭南榕自焚。同年，黑名單工作室出版《抓狂歌》，開始新台語歌運動。
1991年，廢除《動員戡亂時期臨時條款》，推行國會全面改選，政治權利不再由外省籍壟斷。
1993年，國民黨內的非主流派出走，成立新黨，強調外省人及中國民族主義的認同。
1996年，發生台灣海峽飛彈危機。李登輝以建立台灣主體性為訴求，當選中華民國首任民選總統。

### 陳水扁時期
2000年，民進黨首次執政，中華民國首次政黨輪替。並在同年出現第五套橫式新臺幣，新台幣面額500元與1000元紙鈔上的蔣中正肖像被移除，分別改為梅花鹿（NT$500）與帝雉（NT$1000），圖案分別換成四個小學生（象徵國民教育）和少年棒球隊（象徵體育），而印有蔣中正肖像的鈔票只剩200元的紙鈔上。
2002年，出現台灣正名運動。國民黨指責這是一種去蔣化及去中國化。
2005年，通過《原住民基本法》。

### 馬英九時期
2010年，通過《客家基本法》。

## 學者意見
國立臺灣大學歷史系教授李永熾認為，馬關條約雖然讓台灣變成了日本的殖民地，但是滿清朝廷對臺灣長期忽視，而在歐美與日本等國注意台灣的戰略地位和天然資源後，才逼使清廷在台建立行省的被動政治，此都證明台灣在滿清時期也和殖民地一樣。滿族人一直都是殖民臺灣的外族，臺灣漢人被滿族殖民迫害直到馬關條約才暫告結束，而馬關條約可以說是台灣漢人和中國漢人各自追求自己幸福的分歧點。漢族經辛亥革命脫離了滿族的殖民統治，又以自我中心把滿族、蒙古族、回族、藏族等民族締結為一，組成中華民族。在台灣的漢族則與中國毫無關聯地自我展開抗日的脫殖民地運動，並且逐漸形成以台灣意識為基礎的島國意識。
淡江大學公共行政學系副教授施正鋒認為，戰前的台灣人只有漢族意識，尚未有台灣意識，台灣人的自我認同來自於想像中的純正漢人原生血統。又說戰前的台灣人動輒被日本殖民者辱罵為「清國奴」，這脫不了血統主義；戰後的台灣人笑稱外省人為「清國奴」、甚至是非人的「咬柑仔」，也是由原生的觀點著眼。創建「外省人台灣獨立促進會」的廖中山教授認為蔣中正家族領頭的國民黨被中國人民驅逐來台，便使用滿清八旗制度建構不同等級的滿族統治方式統治臺灣。也有人認為「外省人推廣滿清官話時，聲稱為是高尚的國語、台灣人普遍使用的語言是低俗不堪的地方方言。」台灣的滿族除了彰化粘氏之外，其餘滿人皆隨同中華民國政府撤退才來台灣，而中華民國滿族協會宗旨便是追求兩岸和平統一，不過這種言論在一般台灣歷史研究學界中不常見，較屬於他個人的一家之言。

## 外省人對本省人的偏見
由於早期中國人與日本人戰爭影響，外省人對待日本人的歷史問題上，有完全不一樣的歷史經驗，對舉目皆是日本風格的臺灣感到適應不良，進而生起不滿，無法忍受部分本省人所存有的日本情結，認為這是背叛民族的行為。

## 本省人對外省人的偏見
早年本省族群對外省人反感，是起源於1945年國民黨接管臺灣後引起的民怨，國民黨接收日本佔領區的類似行為也引起當地居民的嚴重不滿；而後國民黨的各項錯誤政策更是火上加油，例如國民黨一味偏向軍公教人士的福利措施，因為早期外省人大多在這些部門就業，外省人當中受國民黨政策照顧的人數比例相較於本省人而言差異甚大，進而造成國民黨政權壓榨本省人、補貼外省人的印象。

## 省籍情結事件記錄

### 吳孟德風波
時任高雄市政府工務局局長吳孟德在高雄市議會答覆質詢時，一句「外省人來太多了！」引起公憤，在場高雄市議員立即不分黨派同仇敵愾，譴責吳孟德意識形態偏差，竟然在議事廳挑起省籍情結。部分議員要求他下台負責，民進黨團也發表聲明要求時任高雄市市長謝長廷撤換吳孟德。下午，吳孟德鄭重向高雄市民道歉，承認自己失言，認為是一時口快，衝口而出，其實他要說的是「外來人口」一下子增高，導致土地負荷不了。隔日為抗議吳孟德發言失當，高雄市的外省族群近五百餘人，今天早上包了十四輛遊覽車，在高雄市議員楊色玉、戴德銘、梅再興、簡金城等人的帶領下，於九時許抵高雄市議會進行陳情，希望市議會能請市長謝長廷來議會說明。最後，市長謝長廷強調，他個人沒有省籍情結，像高雄市政府二十餘位局處首長中，就有數位是外省精英都被重用，他並說，誰想在這個問題上無限上綱的大作文章，最後是討不到什麼好處，針對吳孟德事件他認為是失言，願意為此公開向社會大眾道歉。

### 郭冠英風波
以范蘭欽為筆名，而由中華民國公務員郭冠英發表的文章內容中，自認為「高級外省人」，稱某些本省人為「台巴子」、「倭奴」等，最後引起許多民眾不滿以及撻伐。

## 註解
1. ↑  或稱接收台灣、光復台灣、佔領台灣